# Route nationale 305
Pour les articles homonymes, voir Route 305.
La route nationale 305, ou RN 305, est une ancienne route nationale française, déclassée en D5 en 2009. Elle relie Paris à la commune de Choisy-le-Roi.[réf. nécessaire]
La ligne de tramway T9 y circule au milieu de la chaussée entre Paris (Porte de Choisy) et Choisy-le-Roi ; cette ligne continue ensuite jusqu'à la station terminus « Orly-Gaston-Viens ».
Au carrefour Rouget-de-Lisle à Choisy-le-Roi, elle croise la D86 (ex-N186) sur laquelle circule la ligne de bus Trans-Val-de-Marne (TVM).

## De Paris à Choisy
Les communes traversées sont:
- Paris
- Ivry-sur-Seine
- Vitry-sur-Seine
- Thiais
- Choisy-le-Roi

## Tracé détaillé
- Paris
  - Porte de Choisy (BP)
- Ivry-sur-Seine
  - Avenue de Verdun
  - Place du Général de Gaulle
  - Avenue de Verdun
  - Boulevard de Stalingrad
- Vitry-sur-Seine
  - Boulevard de Stalingrad
  - Avenue Eugène-Pelletan
  - Place de la Libération
  - Avenue Maximilien-de-Robespierre
  - Avenue Youri-Gagarine
  - Avenue Rouget-de-Lisle
- Thiais
  - Carrefour des Trois-Communes
  - Boulevard de Stalingrad
- Choisy-le-Roi
  - Boulevard des Alliés
  - Carrefour Rouget-de-Lisle
  - Avenue Léon-Gourdault
  - Place Gabriel-Péri
  - Avenue de la République
  - Avenue de Newburn